# Hanni Weisse
Hanni Weisse (16 de octubre de 1892 - 13 de diciembre de 1967) fue una actriz cinematográfica alemana, una de las grandes estrellas del cine mudo de su país.

## Biografía
Nacida en Chemnitz, Alemania, su verdadero nombre era Johanna Clara Theresia Weisse. Recibió una educación en la que aprendió a tocar el violoncelo, y en 1910 empezó a hacer pequeños papeles formando parte del elenco del Teatro Thalia de Berlín. En 1912 formaba parte de la compañía Königlichen Belvedere de Dresde, con la que viajó en gira por toda Alemania. 
Fue descubierta por el director cinematográfico Max Mack, que consiguió que fuera contratada por la compañía productora Vitascope. Su debut en el cine llegó en 1911 en el film de Mack Launen des Schicksals, actuando también en Der Andere, película con la que se iniciaba en el cine la estrella teatral Albert Bassermann. El film, basado en una obra de teatro de Paul Lindau, fue una de las primeras películas alemanas que la crítica consideró artística.
Hanni Weisse cautivó por la naturalidad de sus actuaciones, convirtiéndose con rapidez en una de las actrices más ocupadas de la época. Uno de sus papeles más relevantes fue el de madre alcohólica en la película de 1919 dirigida por Ewald André Dupont Alkohol. También fue destacada la producción de 1921 Das Blut, en la que actuó junto a Albert Steinrück. Sin embargo, a lo largo de los años 1920 sus papeles en el cine fueron gradualmente de menor importancia. 
A partir de los años 1930 incrementó su trabajo teatral actuando, entre otros locales, en el Theater am Schiffbauerdamm y en el Teatro Lessing de Berlín. En 1942 rodó su última película, Vom Schicksal verweht, retirándose posteriormente del mundo del cine. En total, a lo largo de su carrera actuó en más de 100 producciones cinematográficas.
Tras su retirada abrió, junto a su marido, el hotel restaurante Herrenhaus, en Ústí nad Labem, y en 1945 abrieron cerca de Dresde otro restaurante, el Sängerhöhe. Weisse se trasladó en 1948 a Alemania Occidental, regentando un pub en Fráncfort del Meno. También fue propietaria del hotel restaurante Zum Heidelberger, lugar de encuentro para artistas.
Hanni Weisse falleció en 1967 en Bad Liebenzell, Alemania. Había estado casada con el guionista Bobby E. Lüthge. 

## Filmografía
| - 1911: Launen des Schicksals - 1912: Die Zigeunerin - 1913: Der letzte Tag - 1913: Der Andere - 1915: Das dunkle Schloß - 1917: Du sollst keine anderen Götter haben - 1917: Zimmer Nummer sieben - 1920: Alkohol - 1920: Das Grand Hotel Babylon - 1921: Das Blut - 1921: Der Friedhof der Lebenden - 1921: Das Geheimnis der Santa Maria - 1922: Der falsche Dimitry - 1922: Das Spiel mit dem Weibe - 1922: Der Abenteurer - 1924: Der Evangelimann - 1925: Drei Portiermädels - 1925: Elegantes Pack - 1925: Weil Du es bist - 1926: Die Mühle von Sanssouci - 1926: Zopf und Schwert - Eine tolle Prinzessin - 1926: Herbstmanöver - 1926: Wie bleibe ich jung und schön - Ehegeheimnisse - 1926: Das Geheimnis von St. Pauli - 1926: Was ist los im Zirkus Beely? - 1927: Männer vor der Ehe - 1927: Die Bräutigame der Babette Bomberling - 1927: Der Bettler vom Kölner Dom | - 1927: Wenn der junge Wein blüht - 1927: Die glühende Gasse - 1927: Der Kavalier vom Wedding - 1928: Vom Täter fehlt jede Spur - 1928: Dragonerliebchen - 1928: Die tolle Komtess - 1928: Kaczmarek - 1928: Mädchen, hütet Euch! - 1929: Berlin After Dark - 1929: Vertauschte Gesichter - 1930: Ehestreik - 1934: Die Liebe und die erste Eisenbahn - 1935: Die Heilige und ihr Narr - 1935: Die selige Exzellenz - 1935: Krach im Hinterhaus - 1936: Rosen und Liebe - 1936: Donner, Blitz und Sonnenschein - 1937: 2 x 2 im Himmelbett - 1937: Die Kronzeugin - 1937: Brillanten - 1937: Gewitterflug zu Claudia - 1937: Wiederseh'n macht Freude - 1938: Gastspiel im Paradies - 1938: Liebelei und Liebe - 1938: Sergeant Berry - 1939: Eine kleine Nachtmusik - 1939: Umwege zum Glück - 1942: Vom Schicksal verweht |